# 린이롄
린이롄(중국어 정체자: 林憶蓮, 간체자: 林忆莲, 병음: Lín Yìlián, 한자음: 임억련, 광둥어: Lam4 Jik1 lin4 람익린, 영어: Sandy Lam, 1966년~)은 홍콩의 가수이다. 16살에 라디오 DJ로 데뷔했으며 1984년에 가수로 데뷔했다. 영화 애나 앤드 킹(Anna and the King, 2000)의 대만판 주제곡인 至少還有你로 유명하다.